# Pokémon Rumble Rush
Pokémon Rumble Rush est un jeu vidéo mobile free-to-play développé par Ambrella et édité par The Pokémon Company. C'est le cinquième jeu de la série Pokémon Rumble. Annoncé le 15 mai 2019, il a été publié pour la première fois sur le Google Play Store australien. La version Android a ensuite été publiée mondialement (sauf en Suisse) une semaine plus tard, le 22 mai 2019.

## Système de jeu
Comme les autres jeux de la série Rumble, Rumble Rush propose des jouets Pokémon. Le joueur les contrôle au moyen grâce à des interactions tactiles. La progression du jeu est centrée sur le déplacement entre des « îles », avec plusieurs niveaux où les Pokémon du joueur se battent contre d'autres Pokémon. Le niveau s'achève par un combat de boss. Des « Super Boss » peuvent être combattus à la fin de chaque île, une fois que le joueur a rempli certains critères - généralement, avoir un Pokémon suffisamment fort ou avoir certains Pokémon dans sa collection,. 
Les Pokémon du joueur sont évalués selon un critère de Puissance de combat (PC) et sont obtenus en terminant les niveaux. Outre les Pokémon, les joueurs peuvent obtenir des objets utiles appelés « gears » - existant sous la forme de « power gears » (qui améliorent les statistiques des Pokémon) et de « summon gears » (qui permet d'invoquer un Pokémon ami).

## Développement
Le jeu était à l'origine en développement sous le titre Pokéland et a été révélé en mai 2017. Pokéland devait être similaire à la série Rumble, bien que disponible pour les smartphones. Un test alpha uniquement sur Android a été organisé à la suite de cette annonce, couvrant six îles, plus de cinquante stades et plus de 130 Pokémon, et s'est poursuivi jusqu'au 9 juin de la même année bien qu'aucune autre nouvelle n'ait été publiée par The Pokémon Company avant la sortie en mai 2019.